# Char iskola
A car iskola (tibeti: ཚར་པ། ) vagy carpa a tibeti buddhizmus szakja iskolájának egyik aliskolája. A szekta fő kolostora a Dar Drangmocse kolostor a tibeti Ü-Cang tartományban. Úgy is nevezik, hogy „car fülbe suttogó hagyományvonala”.
Jelenleg a car átadási vonal legfontosabb kolostora a Lumbiniben található Tasi Rabten Ling, illetve két további központ a nepáli Katmanduban.

## A szakja hagyományvonal
A szakja hagyomány Tibet négy fő vallási hagyománya közül az egyik. Abban az időben vált jelentőssé, amikor a 11. században fejlődésnek indult és terjesztésre került az új Tantra. A szakja hagyomány eredete szorosan összekapcsolódik a Khön családdal, amelynek hagyományvonala több, mint ezer évre vezethető vissza. Az iskola szerint a család ősei mennyei lények voltak.
1073Ban a Khön család egyik tagja, Khön Koncsok Gyalpo megalapította a szakja iskolát. A hagyományvonaluk a mai napig töretlen maradt. Ebbe az átadási vonalba tartozott több neves szakja buddhista tudós és mester, többek között Szacsen Kunga Nyingpo (1092–1158), Szönam Cemo (1142–1182), Dzsecun Dragpa Gyalcen (1147–1216), Szakja Pandita (1182–1251) és Csögyal Phagpa (1235–1280).
A tibeti buddhizmus más iskoláihoz hasonlóan a szakjapának is kialakultak aliskolái. A Ngorcsen Kunga Szangpo (1382–1457) és az ő tanítványai, Koncsök Lhundrup, Tharce Namkha Palszang és Drubkhang Palden Dhondup vonalból alakult ki a ngor iskola. A szakja iskola jelenti a hagyományvonal törzsét, amelynek a ngor és a char az ágai. Ez a szakja hagyomány három iskolája, tibetiül a „sza-ngor-char-gszum”.

## A car átadási vonal
A szakjapa két fő aliskolája a ngor és a char. A car iskolát Carcsen Loszal Gyaco (1502-1556) alapította, amely a Dar Drongmocse kolostor megépítését jelentette. A carpa legfőbb tanítása a Car tizenhárom aranyszövege (tibeti: gSer-Chos beu-gsum) , amely magába foglalja a nagyobb vagy kisebb Mahákála, Vadzsra jóginí, Dzsamhala és egyéb tanításait.